# كأس الاتحاد الأوروبي 1998–99
كأس الاتحاد الأوروبي 1998–99 (بالإنجليزية: 1998–99 UEFA Cup)‏ هو الموسم الثامن والعشرون من بطولة كأس الاتحاد الأوروبي.
حقق بارما الإيطالي لقب البطولة للمرة الثانية في تاريخه بعد فوزه في النهائي على أولمبيك مارسيليا الفرنسي بنتيجة 3-0.